# Linkhout
Linkhout est une section de la commune belge de Lummen située en Région flamande dans la province de Limbourg. C'était une commune à part entière avant la fusion des communes de 1977.

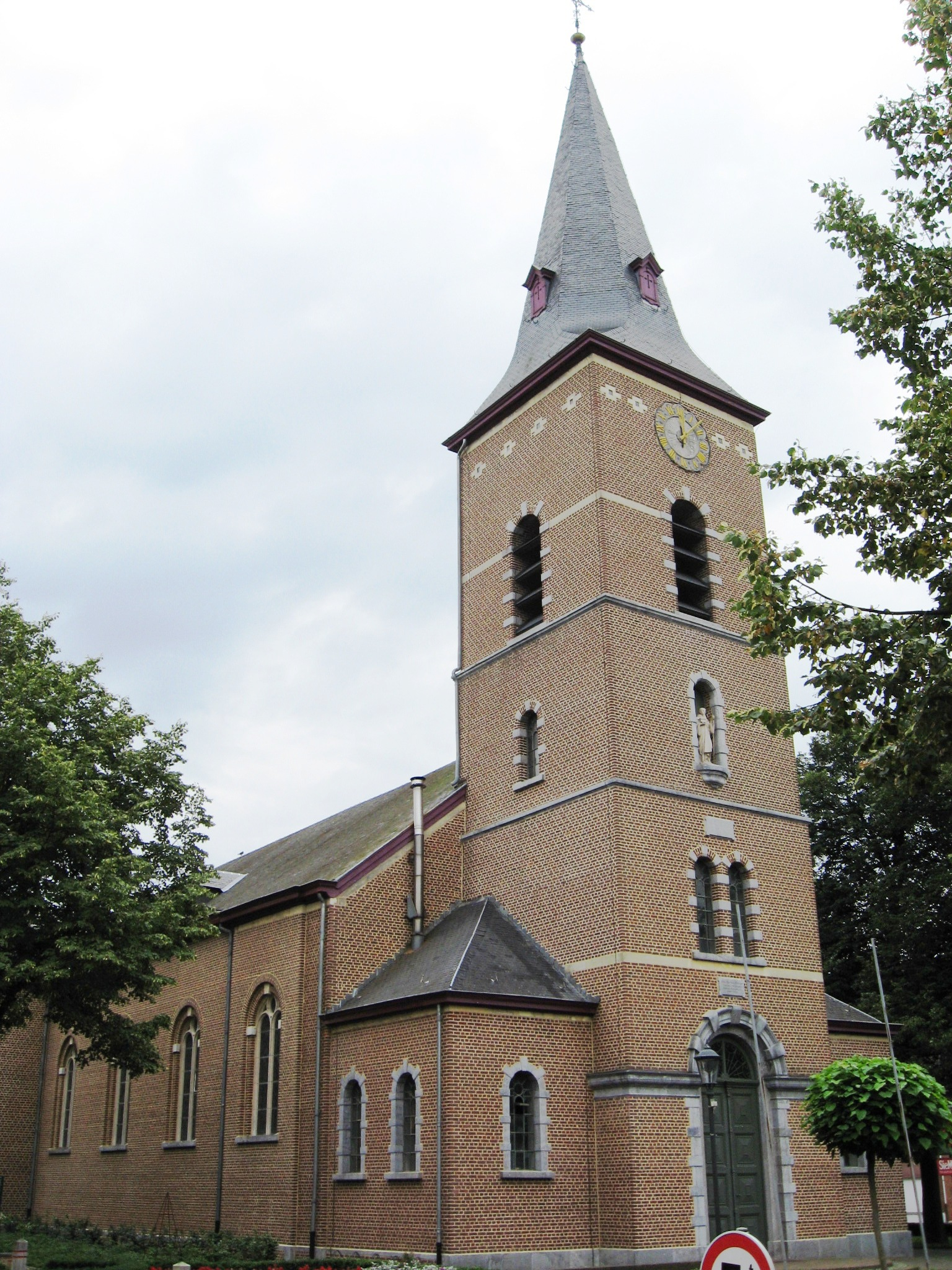
Église Saint-Trudon

## Évolution démographique
- Sources: INS, www.limburg.be et Commune de Lummen